# Abraham Lincoln

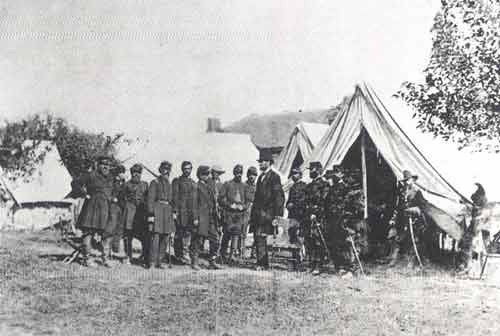
Abraham Lincoln wraz ze swymi generałami podczas wojny secesyjnej

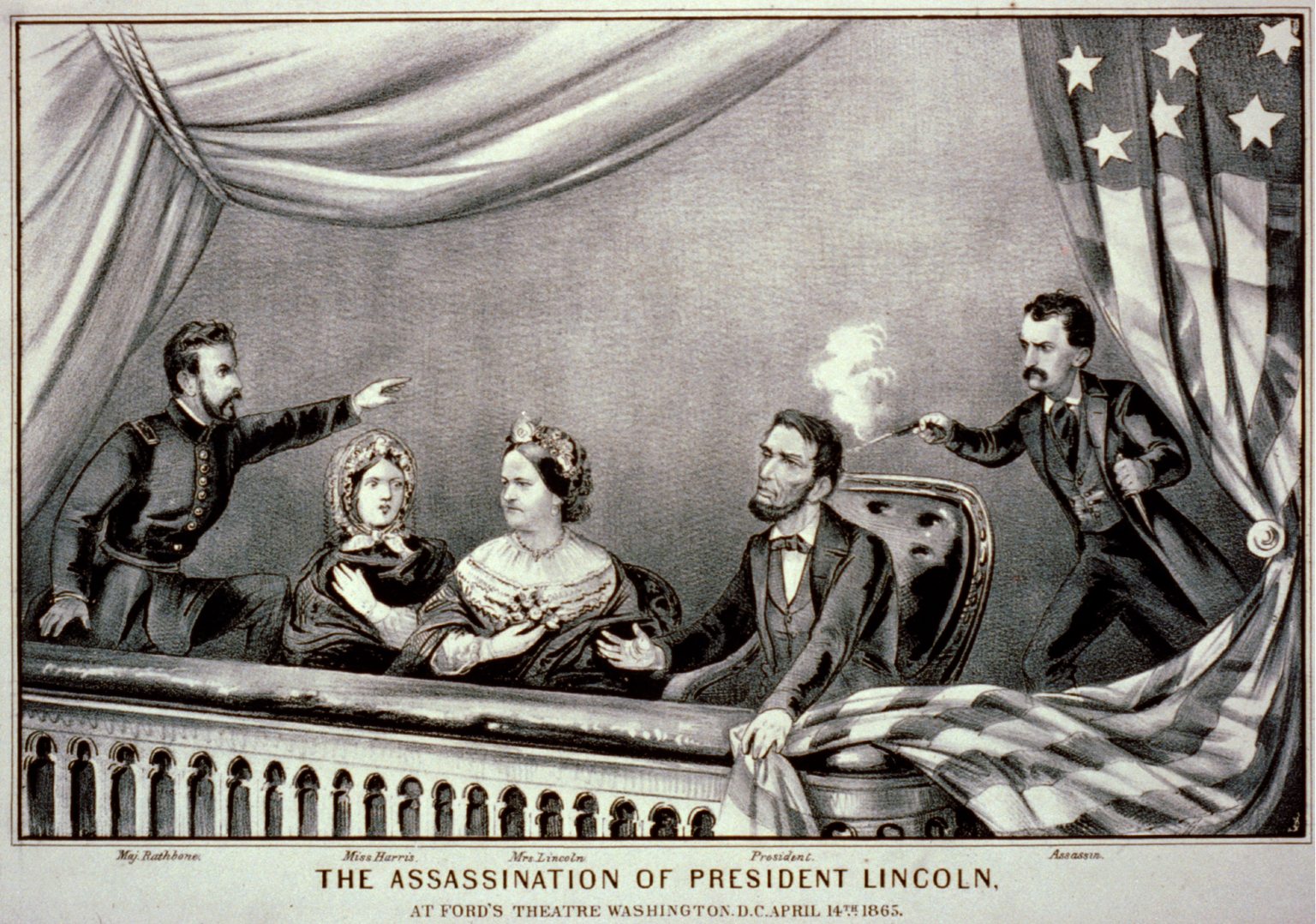
Litografia przedstawiająca moment zabójstwa Lincolna. Od lewej: Henry Rathbone, Clara Harris, Mary Todd Lincoln, Abraham Lincoln i John Wilkes Booth

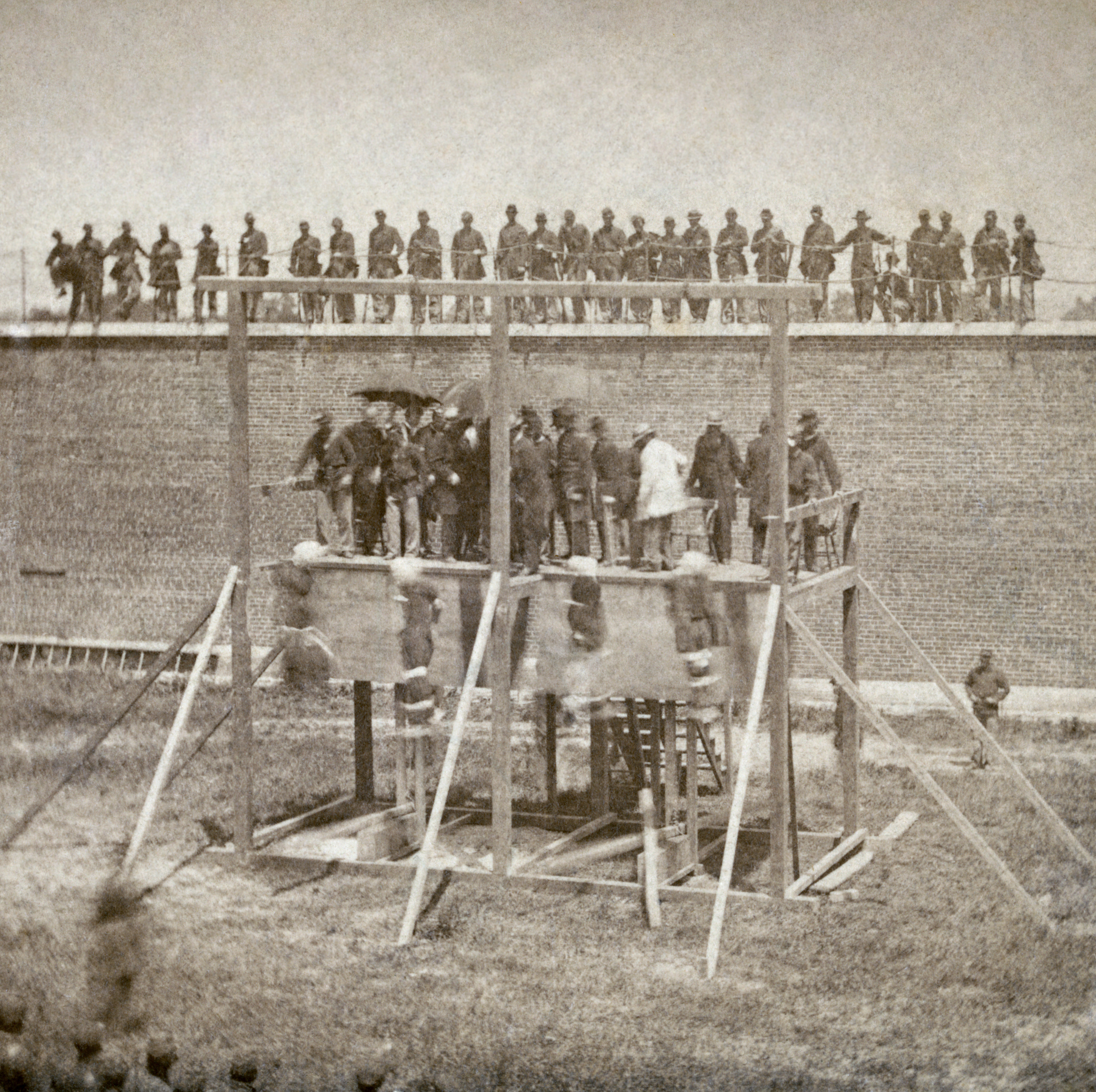
7 lipca 1865, egzekucja skazanych za spisek na życie Lincolna (Mary Surratt, Lewis Powell, David Herold i George Atzerodt)

Abraham Lincoln (ur. 12 lutego 1809 pod Hodgenville, zm. 15 kwietnia 1865 w Waszyngtonie) – amerykański polityk, mąż stanu, 16. prezydent Stanów Zjednoczonych. 
Uczestnik wojny Czarnego Jastrzębia. Zasiadał przez dwa lata jako przedstawiciel Partii Wigów w Izbie Reprezentantów. W 1860 roku z sukcesem ubiegał się o nominację Partii Republikańskiej na urząd Prezydenta Stanów Zjednoczonych. W głosowaniu powszechnym zwyciężył i piastowanie urzędu rozpoczął 4 marca 1861 roku. Trzy lata później ponownie został kandydatem partii na urząd prezydenta i został wybrany na drugą kadencję. Jego życie i prezydentura zakończyły się 15 kwietnia 1865 roku śmiercią w wyniku zamachu dokonanego przez Johna Wilkesa Bootha.

## Młodość i edukacja
Abraham Lincoln urodził się 12 lutego 1809 roku na farmie Sinking Spring, ok. 3 km na południe od miasta Hodgenville w hrabstwie Hardin (obecnie Hrabstwo LaRue), jako syn Thomasa Lincolna i jego pierwszej żony Nancy Hanks. Jego ojciec był cieślą i podobnie jak matka Lincolna pochodził z Wirginii. W 1811 roku rodzina Lincolnów przeniosła się do Knob Creek, natomiast po pięciu latach pobytu tam przeprowadziła się do Pigeon Creek. Dwa lata później zmarła matka Lincolna, a wkrótce potem jego ojciec powtórnie się ożenił z Sarah Bush Johnstone. Macocha przyszłego prezydenta nakłaniała go do pobierania nauki. Ponieważ rodzina mieszkała na terenach pogranicza, uczęszczanie do szkoły było bardzo utrudnione i z tego powodu Lincoln nigdy żadnej szkoły nie ukończył – był jednak samoukiem.
W latach 20. XIX wieku Lincoln rozpoczął pracę zarobkową – pracował m.in. na roli oraz na promie. Wiosną 1830 roku rodzina przeprowadziła się do Macon i tam przyszły prezydent został zatrudniony jako buchalter w New Salem. W tym czasie czytał dużo książek i uczył się angielskiego pod okiem Mentora Grahama. W 1832 roku wziął udział w wojnie Czarnego Jastrzębia, a także ubiegał się o miejsce w legislaturze stanowej. Po porażce wyborczej usiłował prowadzić własny interes, a rok później został mianowany kierownikiem jednoosobowej poczty, a następnie zastępcą mierniczego hrabstwa.

## Kariera polityczna
W 1834 roku Lincoln postanowił ponownie ubiegać się o miejsce w Izbie Reprezentantów stanu Illinois. Tym razem zwyciężył i wygrywał kolejne wybory w latach: 1836, 1838 i 1840. W 1846 roku wygrał wybory do Izby Reprezentantów, w której zasiadał przez jedną kadencję, jako jedyny przedstawiciel Partii Wigów ze swojego stanu. Dwa lata później poparł kandydata swojej partii, Zachary’ego Taylora, licząc na posadę rządową. Ponieważ żadnej nie otrzymał, wycofał się z życia politycznego na 5 lat i zajął się praktyką prawniczą. W 1855 roku bezskutecznie starał się dostać do Senatu, a rok później wstąpił do nowo utworzonej Partii Republikańskiej. Ubiegał się o nominację na wiceprezydenta w wyborach w 1856 roku, jednak przegrał z Williamem Lewisem Daytonem. Między 21 sierpnia a 15 października 1858 roku prowadził ożywione debaty na temat niewolnictwa z senatorem Stephenem Douglasem, które przysporzyły mu popularności. Pomimo tego nie udało mu się wygrać wyborów do Senatu, w których przegrał właśnie z Douglasem.
Konwencja Partii Republikańskiej zebrała się w Chicago w dniach 16–18 maja 1860 roku. Głównymi konkurentami w rywalizacji o nominację prezydencką w wyborach byli Abraham Lincoln i William Henry Seward. W trzecim głosowaniu Lincoln uzyskał wymaganą większość, natomiast kandydatem na wiceprezydenta został Hannibal Hamlin. Partia Demokratyczna była podzielona na dwa obozy: frakcja z Północy nominowała Stephena Douglasa, natomiast frakcja z Południa – Johna Breckinridge’a. Czwartym kandydatem był John Bell – przedstawiciel Konstytucyjnej Partii Unii. W głosowaniu powszechnym zwyciężył Lincoln i uzyskał 180 głosów elektorskich (ok. 60%), wobec 12 głosów dla Douglasa, 72 głosów dla Breckinridge’a i 39 głosów dla Bella.

## Prezydentura
Jeszcze w czasie prezydentury Buchanana, 4 lutego 1861, 7 stanów południowych utworzyło w Montgomery Skonfederowane Stany Ameryki. Ich prezydentem został Jefferson Davis, a wiceprezydentem – Alexander Stephens. Mimo że Lincoln oficjalnie nie wypowiadał się na temat niewolnictwa, instruował potajemnie republikanów, aby w Kongresie nie szli na żadne ustępstwa. W przemówieniu inauguracyjnym zapowiedział, że będzie dążył do zachowania jedności kraju, jednocześnie apelując do Konfederacji, aby powróciła do Unii. Powołał rząd złożony zarówno z dawnych wigów (m.in. sekretarz stanu William H. Seward), jak i demokratów (np. sekretarz wojny Edwin M. Stanton).
Na początku urzędowania William Seward zaproponował Lincolnowi, by zjednoczyć kraj za pomocą wojny z mocarstwem europejskim: Anglią, Francją, Hiszpanią lub Rosją. Prezydent odrzucił ten postulat. 12 kwietnia 1861 roku wojska konfederackie zaatakowały Fort Sumter w Karolinie Południowej i dwa dni później go zajęły, co jest uznawane za początek wojny secesyjnej. Zadaniem dyplomacji amerykańskiej było wówczas zapobieżenie interwencji z zewnątrz. 15 kwietnia 1861 roku Lincoln wydał nakaz wojskom federalnym odzyskania fortów, które zajęli konfederaci, a cztery dni później wprowadził blokadę morską wobec statków Południa (blokadą objęto także wybrzeża stanów Wirginia i Karolina Północna). Anglia i Francja ostro sprzeciwiły się tej decyzji, broniąc swoich interesów handlowych. Miesiąc później Londyn i większość pozostałych europejskich stolic ogłosiły neutralność wobec obu walczących stron. Pod koniec 1862 roku Sąd Najwyższy ogłosił, że wprowadzenie blokady było prawne i było skutkiem stanu wojny domowej w Stanach Zjednoczonych. Południe nie dysponowało zbyt silną flotą, zatem usiłowało korzystać z usług okrętów kaperskich, korzystając z faktu, że Stany Zjednoczone nie sygnowały Deklaracji paryskiej w 1856 roku. Wobec tego władze Północy natychmiast rozpoczęły starania, by sygnować Deklarację. Ostatecznie USA ogłosiły, że będą stosować się do Deklaracji, choć, jak się później okazało, nie miało to większego znaczenia dla przebiegu wojny.
Pod koniec 1861 roku dwaj dyplomaci Południa James Murray Mason i John Slidell wypłynęli brytyjskim statkiem do Southampton. Ich statek został jednak zatrzymany przez okręt amerykański, a kapitan Charles Wilkes aresztował polityków konfederackich (Incydent Trent). Wielka Brytania zażądała zwolnienia dyplomatów, jednocześnie przygotowując ośmiotysięczną armię na wysłanie do Kanady. 28 grudnia 1861 roku Seward zdecydował się ich zwolnić, twierdząc, że zostali oni bezprawnie zatrzymani na neutralnym terenie, bez sprowadzenia statku z powrotem do portu. 1 stycznia 1862 roku Masona i Slidella przewieziono na Bermudy, skąd dotarli do Wielkiej Brytanii pod koniec miesiąca.
W listopadzie 1861 roku Lincoln przyjął rezygnację generała Winfielda Scotta i zastąpił go George’em McClellanem. W następnym roku prezydent był ostro atakowany przez przeciwników wojny i Południowców, a także przez abolicjonistów. Podkreślał wówczas, że jego głównym celem wcale nie jest walka z niewolnictwem, ale walka o utrzymanie jedności kraju.
W połowie 1863 roku w Wielkiej Brytanii znowu wzrosły nastroje prokonfederackie, dzięki zwycięstwu generała Roberta Lee w Pensylwanii i Maryland. Po ostrej debacie w Izbie Gmin uznano, że kraj nie będzie uznawał Skonfederowanych Stanów Ameryki. We Francji panowały podobne nastroje jak w Wielkiej Brytanii, zwłaszcza że w sympatyzującym z Południem Meksyku rządził Maksymilian I – cesarz mianowany przez Francuzów. Zarówno we Francji, jak w i Anglii budowano okręty dla Konfederatów, jednak po protestach ze strony dyplomacji amerykańskiej statki nie opuściły portów. Władze Południa wiedziały, że bez poparcia mocarstw europejskich nie mają szans w wojnie z uprzemysłowioną Północą. Po namowach sekretarza stanu Judaha Benjamina prezydent Jefferson Davis zgodził się wysłać do Europy specjalnego posła Duncana Kennera, który miał zapewnić o zniesieniu niewolnictwa na Południu i stałych dostawach bawełny mocarstwom europejskim. Posłowie Slidell i Mason, współpracując z Kennerem, zabiegali o audiencje u władców Wielkiej Brytanii i Francji. Cesarz Napoleon III przychylnie odniósł się do inicjatywy, o ile poprze je również Wielka Brytania. Premier lord Palmerston był jednak powściągliwy i starał się nie zobowiązywać do niczego.
Po powstrzymaniu działań ofensywnych generała Lee w Karolinie Południowej, Karolinie Północnej i Georgii prezydent Lincoln podniósł kwestię niewolnictwa w kontekście wojny. Nie chciał tego robić wcześniej, by nie rozdrażnić stanów przygranicznych (Wirginia, Maryland, Kentucky i Missouri), które zachowały niewolnictwo, ale nie dokonały secesji. 22 lipca 1862 roku prezydent przedstawił, na posiedzeniu gabinetu, wniosek o proklamacji zniesienia niewolnictwa. Sprzeciwił się temu Seward, który uważał, że może to spowodować bunt na Południu, a przez to zatrzymanie produkcji bawełny, co może z kolei skutkować interwencją zbrojną mocarstw europejskich. Lincoln postanowił się wstrzymać i ogłosił tę decyzję dopiero 22 września po zwycięstwie pod Antietam. Dekret prezydenta mówił, że wszyscy czarnoskórzy niewolnicy ze stanów walczących przeciw Unii będą wolni od 1 stycznia 1863 roku. Seward krytykował takie posunięcie, zarzucając, że Lincoln znosi niewolnictwo na obszarach, gdzie nie sięga jego władza, natomiast na obszarze Unii utrzymuje status quo. Dzięki takim posunięciom około 180 tys. Afroamerykanów wstąpiło do armii wojsk Północy i walnie przyczyniło się do zwycięstw nad Konfederacją. Po zakończeniu wojny, 11 kwietnia 1865 roku, Lincoln stwierdził, że Afroamerykanom należy się nie tylko wolność, ale także ograniczone prawa obywatelskie.
Lincoln angażował się osobiście w sprawy wojskowe i strategiczne. 7 listopada 1862 roku zdymisjonował generała George’a McClellana, którego zastąpił Ambrose Burnside. Na początku 1863 roku, po klęsce pod Fredericksburgiem, Burnside został zastąpiony Josephem Hookerem. Pół roku później Hookera zastąpił George Meade. W dniach 1–3 lipca 1863 roku rozegrała się bitwa pod Gettysburgiem, która jest uznawana za największe starcie wojsk Unii i Konfederacji w czasie całej wojny secesyjnej. Po porażce generał Lee wycofał się do Richmond, natomiast prezydent nakazał generałowi Meade’owi, by ścigał wojsko Południa. Meade odmówił, twierdząc, że poniósł zbyt wielkie straty, co zdenerwowało prezydenta. 19 listopada Lincoln wygłosił przemowę gettysburską, w której oddał hołd poległym i stwierdził, że dokończenie ich dzieła spoczywa na barkach żywych. W tym samym czasie generał Ulysses Grant wyparł Konfederatów z Tennessee, po III bitwie pod Chattanoogą. Został za to awansowany na głównego dowódcę wojsk Unii, 12 marca 1864 roku.
Na początku czerwca 1864 roku w Baltimore odbyła się konwencja Partii Republikańskiej, mająca wybrać kandydata na prezydenta w zbliżających się wyborach. Lincoln uzyskał nominację w pierwszym głosowaniu, a kandydatem na wiceprezydenta został Andrew Johnson. Część Partii Republikańskiej, pozostająca w opozycji do Lincolna, zebrała się tydzień później w Cleveland i wybrała swoim kandydatem generała Johna Frémonta. Wkrótce potem wycofali się z tej decyzji i wsparli urzędującego prezydenta. Partia Demokratyczna wystawiła kandydaturę George’a McClellana. Głównym tematem kampanii republikanów było zniesienie niewolnictwa w formie trzynastej poprawki do Konstytucji, która została uchwalona przez Senat w kwietniu 1864 roku i przez Izbę Reprezentantów w styczniu 1865 roku. Lincoln zwyciężył w głosowaniu powszechnym i uzyskał 212 głosów w Kolegium Elektorskim, wobec 21 głosów dla McClellana. Elektorzy ze stanów konfederackich nie wzięli udziału w głosowaniu.
Wojska generała Williama Shermana odnosiły kolejne sukcesy – 3 kwietnia 1865 roku zajęły Richmond w Wirginii, a 9 kwietnia otrzymały wiadomość, że generał Lee poddał się pod Appomattox.
Obejmując urząd na drugą kadencję, Lincoln planował odbudowę kraju. Zastosował weto kieszonkowe wobec ustawy Wade’a-Davisa, która zakładała powrót do Unii stanów południowych, pod warunkiem złożenia przysięgi lojalności. Lincoln odmówił także „bezwzględnego zaangażowania do jakiegokolwiek pojedynczego planu odnowy”, jak wymagał tego projekt, ponieważ to „zniszczyłoby konstytucje i rządy wolnych stanów, przyjętych już i sprawujących władzę w Arkansas i Luizjanie”. 3 lutego 1865 roku spotkał się w Hampton Roads nieoficjalnie z przedstawicielami Konfederacji, gdzie obiecał amnestię i niepodejmowanie środków karnych wobec buntowników. Proponując pięcioletni okres wprowadzania 13. poprawki, nalegał na ponowną akceptację Konstytucji USA. Postulował także odszkodowania dla właścicieli ziemskich, którzy mieli utracić niewolników.

## Śmierć
14 kwietnia 1865 roku prezydent Lincoln i generał Grant z małżonkami mieli wziąć udział w spektaklu Toma Taylora „Nasz amerykański kuzyn”. Ponieważ Grantowie nie mogli w nim uczestniczyć, zaproszenie przyjął major Henry Rathborne wraz z przybraną siostrą. Po godzinie 22 do niestrzeżonej loży prezydenckiej wtargnął 26-letni aktor John Wilkes Booth, który popierał niewolnictwo. Trzymając w rękach pistolet i sztylet, strzelił Lincolnowi w tył głowy, a majora Rathborne’a dźgnął w ramię, a następnie zeskoczył na scenę i powiedział: „sic semper tyrannis” (łac. „tak to się zawsze dzieje tyranom”). Rannego prezydenta przeniesiono do pobliskiego pensjonatu Williama Petersona, lecz nie było możliwości udzielić pomocy Lincolnowi. Prezydent zmarł po godzinie 7 rano, 15 kwietnia 1865 roku. Został pochowany w rodzinnym mieście Springfield.
Zdaniem jego biografa i przyjaciela Williama Herndona Lincoln cierpiał już wówczas na zaawansowane powikłania na skutek długotrwałego, źle leczonego syfilisu i mógłby nie dożyć do końca kadencji.

## Życie prywatne
Na początku lat 30. Lincoln poznał Ann Rutledge, która była córką właściciela tawerny. Para zaręczyła się, lecz Rutledge zmarła na tyfus przed planowanym ślubem. Około 1840 roku Lincoln poznał Mary Todd z Lexington. Początkowo ich ślub był zaplanowany na 1 stycznia 1841 roku, lecz z niejasnych przyczyn nie odbył się. Para pobrała się 4 listopada 1842 roku w kościele episkopalnym w rodzinnym mieście panny młodej. Lincolnowie mieli czterech synów: Roberta, Edwarda, Williama i Thomasa.

## Poglądy
Już w młodości, podróżując do Nowego Orleanu, Lincoln zaobserwował, że niewolnicy są traktowani okrutnie przez swoich właścicieli. Gdy zasiadał w legislaturze stanu Illinois, jego stanowisko w kwestii niewolnictwa jeszcze bardziej się zaostrzyło. Kiedy pojawił się wniosek potępiający abolicjonizm, Lincoln stwierdził, że niewolnictwo jest niesprawiedliwe społecznie. Gdy zasiadał w Izbie Reprezentantów, sprzeciwiał się, by niewolnictwo rozszerzać na inne stany, a także napisał poprawkę do ustawy uwalniającą wszystkie dzieci niewolników urodzone po 1 stycznia 1850 roku. W 1858 roku, kandydując w wyborach w Illinois, wygłosił przemówienie: Dom rozdzielony niezgodą ostać się nie może. Sądzę, że jest rzeczą niemożliwą, aby nasz ustrój pozostał na stałe półniewolniczy i półwolny [...]. Albo przeciwnicy niewolnictwa zahamują dalsze jego rozprzestrzenianie się i doprowadzą do takiej sytuacji, że opinia publiczna uspokoi się w przeświadczeniu, że jest ono na drodze do ostatecznego wygaśnięcia, albo też zwolennicy niewolnictwa zdołają je przeforsować i będzie prawnie dopuszczone we wszystkich stanach, zarówno starych, jak i nowych, zarówno na Północy, jak i na Południu. Zasada suwerenności osadników, zwana też świętym prawem samorządu, sprowadza się właściwie do tego, że jeśli jakiś człowiek będzie chciał zrobić z drugiego niewolnika, to trzeciemu nie będzie wolno się sprzeciwiać.
Mimo swoich antyniewolniczych poglądów twierdził, że należy „utrzymać supremację białej rasy”. Lincoln jasno przedstawił swoje stanowisko: „Nie jestem i nigdy nie byłem zwolennikiem wprowadzenia jakiejkolwiek społecznej i politycznej równości białej i czarnej rasy – nie jestem i nigdy nie byłem zwolennikiem uczynienia z Murzynów wyborców czy członków ławy przysięgłych, przyjmowania ich na urzędy czy małżeństw z białymi; dodam też, że uważam, iż między tymi rasami występują fizyczne różnice, które na zawsze nie pozwalają im współżyć na równych prawach społecznych i politycznych”.
Pod względem religijnym Lincoln w młodości był sceptykiem. Jego poglądy były najbardziej zbliżone do chrześcijaństwa, jednak nigdy nie zdefiniował siebie jako chrześcijanina. Wierzył jednak we wszechmogącego Boga, co podkreślał podczas większości swoich przemówień. Twierdził, że nigdy nie był członkiem żadnego Kościoła, choć podkreślał, że wierzy w treść zawartą w Świętych księgach. Miał on także zostać w tajemnicy ochrzczony przez wielebnego Kościoła Chrystusowego Johna O’Kane’a.

## Kultura masowa
Odniesienia do faktów, spekulacji bądź legend dotyczących życia 16. prezydenta Stanów Zjednoczonych pojawiły się m.in. w filmach Skarb narodów: Księga tajemnic (2007), Spisek (2010) oraz Abraham Lincoln: Łowca wampirów (2011). W 1930 powstał film Abraham Lincoln, gdzie tytułową rolę zagrał Walter Huston. W 1982 stacja CBS wyprodukowała 6-odcinkowy miniserial W imię honoru. Rolę Lincolna zagrał Gregory Peck. W 2012 roku premierę miał kolejny obraz biograficzny Lincoln w reżyserii Stevena Spielberga, w którym w tytułowego bohatera wcielił się Daniel Day-Lewis. Sprawa jego morderstwa jest tematem odcinka The Assassination of Abraham Lincoln serialu Poza czasem.
W XIX wieku Ernest Linwood Staples napisał epos A Man of Destiny: Being the Story of Abraham Lincoln; an Epic Poem. O prezydencie i jego gabinecie traktuje jeden z rozdziałów eposu Columbia: an Epic Poem on the Late Civil War between the Northern and Southern States of North America Franka C. Algertona.
W kreskówkach zwykło przedstawiać się Lincolna w ekstremalnie długim cylindrze. W rzeczywistości cylinder Lincolna nie różnił się bardzo w stylu od innych, modnych dla jego czasów. Wysoki wzrost i pociągła twarz sprawiały wrażenie jakby nakrycie głowy było ekstrawaganckie.